# Onthophagus massai
Onthophagus massai es una especie de insecto del género Onthophagus, familia Scarabaeidae, orden Coleoptera.

## Historia
Fue descrita científicamente por Baraud en 1975.